# Microplana nana
Microplana nana ist eine Art der Landplanarien in der Unterfamilie Microplaninae.

## Merkmale
Microplana nana ist eine kleine Landplanarie, die voll ausgestreckt eine Länge von bis zu 10 Millimetern und eine -breite von ca. 0,5 Millimetern erreicht. Die Rückenfärbung ist gräulich mit dunklen, auf der gesamten Fläche verteilten Punkten, wobei das Vorderende dunkler gefärbt ist. Die Kriechsohle ist weiß. Die kleinen Augen befinden sich am Vorderende.
Der Kopulationsapparat weist eine lange, konische Penispapille auf. Die Testikel befinden sich ventral hinter den Ovarien.

## Verbreitung
Die Individuen wurden im Nordosten Spaniens gefunden. Sie befanden sich unter schattigen Steinen an einem Wasserlauf, auf einer Steineiche und in einem Waldgebiet an einem Fluss.

## Etymologie
Das Artepitheton nana nimmt Bezug auf die geringe Länge der Art.